# Bobby De Cordova-Reid
Bobby Armani De Cordova-Reid (Bristol, Inglaterra, Reino Unido, 2 de febrero de 1993) es un futbolista británico-jamaicano que juega de centrocampista en el Leicester City F. C. de la EFL Championship de Inglaterra.

## Trayectoria

### Bristol City
Luego de jugar por el equipo juvenil del club, Reid firmó un contrato profesional con el Bristol City el 4 de abril de 2011 y debutó en el último encuentro por la temporada 2010-11. En noviembre de 2011, Reid firmó un préstamo al Oldham Athletic hasta el final de la temporada 2012-13.
Firmó un préstamo por un mes al Plymouth Argyle en septiembre de 2014. El préstamo se extendió un mes más, aunque por sus lesiones fue llamado de regreso a Bristol. Luego de un encuentro con el city, regresó a Plymouth por un mes y un tercer préstamo llegó nuevamente en enero de 2015. Bobby disputó 27 encuentros en la Football League Championship y anotó dos goles en la campaña que el City terminaría en la posición 28.ª de la tabla, salvándose del descenso. 

### Cardiff City
El 28 de junio de 2018 Reid fichó por cuatro años con el recién ascendido a la Premier League, Cardiff City, por un traspaso de £10 millones. Reid describió su temporada 2017-18 como "muy loca" ("crazy"). Debutó con el Cardiff en el partido inaugural de la temporada 2018-19 en la derrota por 2-0 ante el AFC Bournemouth. Su primer gol con el club llegó el 20 de octubre en el 4-2 frente al Fulham F. C. 

### Fulham
El 8 de agosto de 2019 el Fulham F. C. hizo oficial su llegada como cedido con opción de compra. El 24 de enero de 2020 se hizo efectiva dicha opción.
En sus cinco temporadas en el club disputó 209 partidos en los que marcó 32 goles y dio 18 asistencias. Durante ese periodo de tiempo, además, ayudó al equipo a conseguir dos ascensos a la Premier League.

### Leicester
El 6 de julio de 2024 fichó por el Leicester City F. C. con un contrato por tres años.

## Selección nacional

### Participaciones en Copas América
| Torneo            | Sede           | Resultado    | Partidos | Goles |
| ----------------- | -------------- | ------------ | -------- | ----- |
| Copa América 2024 | Estados Unidos | Primera fase | 2        | 0     |

## Estadísticas
Actualizado al 26 de abril de 2025.
| Club                                | Div.          | Temporada     | Liga  | Liga  | Copas nacionales | Copas nacionales | Total | Total |
| Club                                | Div.          | Temporada     | Part. | Goles | Part.            | Goles            | Part. | Goles |
| ----------------------------------- | ------------- | ------------- | ----- | ----- | ---------------- | ---------------- | ----- | ----- |
| Bristol City F. C. Inglaterra       | 2.ª           | 2010-11       | 1     | 0     | 0                | 0                | 1     | 0     |
| Chelternham Town F. C. Inglaterra   | 4.ª           | 2011-12       | 1     | 0     | 0                | 0                | 1     | 0     |
| Chelternham Town F. C. Inglaterra   | Total club    | Total club    | 1     | 0     | 0                | 0                | 1     | 0     |
| Bristol City F. C. Inglaterra       | 2.ª           | 2011-12       | 0     | 0     | 0                | 0                | 0     | 0     |
| Bristol City F. C. Inglaterra       | 2.ª           | 2012-13       | 4     | 1     | 1                | 0                | 5     | 1     |
| Oldham Athletic A. F. C. Inglaterra | 3.ª           | 2012-13       | 7     | 0     | —                | —                | 7     | 0     |
| Oldham Athletic A. F. C. Inglaterra | Total club    | Total club    | 7     | 0     | —                | —                | 7     | 0     |
| Bristol City F. C. Inglaterra       | 3.ª           | 2013-14       | 24    | 1     | 8                | 0                | 32    | 1     |
| Bristol City F. C. Inglaterra       | 3.ª           | 2014-15       | 2     | 0     | 1                | 0                | 3     | 0     |
| Plymouth Argyle F. C. Inglaterra    | 4.ª           | 2014-15       | 35    | 3     | —                | —                | 35    | 3     |
| Plymouth Argyle F. C. Inglaterra    | Total club    | Total club    | 35    | 3     | —                | —                | 35    | 3     |
| Bristol City F. C. Inglaterra       | 2.ª           | 2015-16       | 28    | 2     | 2                | 0                | 30    | 2     |
| Bristol City F. C. Inglaterra       | 2.ª           | 2016-17       | 30    | 3     | 5                | 1                | 35    | 4     |
| Bristol City F. C. Inglaterra       | 2.ª           | 2017-18       | 46    | 19    | 6                | 2                | 52    | 21    |
| Bristol City F. C. Inglaterra       | Total club    | Total club    | 135   | 26    | 23               | 3                | 158   | 29    |
| Cardiff City F. C. Gales            | 1.ª           | 2018-19       | 27    | 5     | 2                | 0                | 29    | 5     |
| Cardiff City F. C. Gales            | 2.ª           | 2019-20       | 1     | 0     | —                | —                | 1     | 0     |
| Cardiff City F. C. Gales            | Total club    | Total club    | 28    | 5     | 2                | 0                | 30    | 5     |
| Fulham F. C. Inglaterra             | 2.ª           | 2019-20       | 44    | 6     | 2                | 0                | 46    | 6     |
| Fulham F. C. Inglaterra             | 1.ª           | 2020-21       | 33    | 5     | 4                | 2                | 37    | 7     |
| Fulham F. C. Inglaterra             | 2.ª           | 2021-22       | 41    | 8     | 3                | 0                | 44    | 8     |
| Fulham F. C. Inglaterra             | 1.ª           | 2022-23       | 36    | 4     | 5                | 0                | 41    | 4     |
| Fulham F. C. Inglaterra             | 1.ª           | 2023-24       | 33    | 6     | 8                | 1                | 41    | 7     |
| Fulham F. C. Inglaterra             | Total club    | Total club    | 187   | 29    | 22               | 3                | 209   | 32    |
| Leicester City F. C. Inglaterra     | 1.ª           | 2024-25       | 23    | 1     | 4                | 1                | 27    | 2     |
| Leicester City F. C. Inglaterra     | Total club    | Total club    | 23    | 1     | 4                | 1                | 27    | 2     |
| Total carrera                       | Total carrera | Total carrera | 416   | 64    | 51               | 7                | 467   | 71    |
| 1. 2.                               |               |               |       |       |                  |                  |       |       |

## Palmarés

### Campeonatos nacionales
| Título           | Club         | País       | Año  |
| ---------------- | ------------ | ---------- | ---- |
| EFL Championship | Fulham F. C. | Inglaterra | 2022 |

## Vida personal
Reid es descendiente jamaicano. Es conocido como "Bobby De Cordova Reid". El nombre de su madre es "De Cordova" y usa su nombre en el dorsal de la camiseta.